# Collegamento (Windows)
In informatica, negli ambienti Microsoft Windows, un collegamento è un particolare tipo di file, che ha il solo scopo di permettere l'apertura del file o della cartella a cui è associato al momento della sua creazione e posto tipicamente in una directory del file system non immediatamente visibile dall'utente. L'estensione per questo tipo di file è .LNK, ma non sempre risulta visibile all'utente essendo in genere nascosta dalla shell grafica.
I collegamenti sono facilmente distinguibili dai file normali grazie ad una piccola freccia in basso a sinistra nella loro icona. Tipici in questo senso sono i collegamenti sul desktop delle applicazioni poste nella directory Programmi del volume C, detti anche shortcuts.

## Funzionamento
Concettualmente, un collegamento in Windows è simile ad un collegamento simbolico in ambiente Unix, ma ha un funzionamento molto meno trasparente: in pratica, ad utilizzarlo e rispettarne la funzione, è solo la shell grafica di Windows, Windows Explorer, e con essa le finestre comuni di apertura e salvataggio dei file utilizzate da quasi tutti i programmi. Per il resto, tutte le funzionalità di accesso ai file fornite da Windows non riconoscono un collegamento come tale, e questo si rivela un grave handicap per tutti gli strumenti a riga di comando dal momento che non possono utilizzare l'interfaccia grafica per permettere all'utente la selezione di un file.
Un collegamento non è semplicemente un rimando al file di destinazione: se il file a cui si riferisce è un file eseguibile di un'applicazione, l'uso di un collegamento permette di specificare alcuni parametri d'esecuzione del programma: l'esempio più diffuso è l'aggiunta di parametri da riga di comando al programma.
Analogamente ai collegamenti simbolici di Unix, un collegamento in Windows rimane orfano nel momento in cui si rinomina o si elimina il file a cui fa riferimento; al primo tentativo di apertura del collegamento, Windows Explorer tenterà comunque di ristabilire il collegamento, andando alla ricerca del file a cui puntava; questa operazione può aver successo solo se il file è stato solo rinominato o spostato.